# Hienghène Sport
Hienghène Sport là một câu lạc bộ bóng đá Nouvelle-Calédonie thi đấu tại Giải bóng đá vô địch quốc gia Nouvelle-Calédonie.

## Đội hình
Đội hình cho OFC Champions League 2017
Tính đến ngày 28 tháng 2 năm 2017
Ghi chú: Quốc kỳ chỉ đội tuyển quốc gia được xác định rõ trong điều lệ tư cách FIFA. Các cầu thủ có thể giữ hơn một quốc tịch ngoài FIFA.
| Số | VT | Quốc gia           | Cầu thủ             |
| -- | -- | ------------------ | ------------------- |
| 1  | TM | Nouvelle-Calédonie | Jean Yann Dounezeck |
| 3  | HV | Nouvelle-Calédonie | William Yentao      |
| 4  | TV | Nouvelle-Calédonie | Pothin Poma         |
| 5  | HV | Nouvelle-Calédonie | Jordan Dinet        |
| 6  | TV | Nouvelle-Calédonie | Adolphe Boaoutho    |
| 7  | TĐ | Nouvelle-Calédonie | Anthony Kaï         |
| 9  | TĐ | Nouvelle-Calédonie | Brice Dahite        |
| 10 | TV | Nouvelle-Calédonie | Miguel Kayara       |
| 11 | TĐ | Nouvelle-Calédonie | Bertrand Kaï        |
| 12 | TĐ | Nouvelle-Calédonie | Warren Houala       |
| 13 | HV | Nouvelle-Calédonie | Roy Kayara          |

| Số | VT | Quốc gia           | Cầu thủ           |
| -- | -- | ------------------ | ----------------- |
| 14 | TĐ | Nouvelle-Calédonie | Giani Kayara      |
| 15 | TV | Nouvelle-Calédonie | Clifton Kanva     |
| 16 | TV | Nouvelle-Calédonie | Harry Dinet       |
| 18 | TM | Nouvelle-Calédonie | Renaldo Poindjiao |
| 19 | TM | Nouvelle-Calédonie | Rocky Nyikeine    |
| 24 | TV | Nouvelle-Calédonie | Rudy Kayara       |
| 28 | HV | Nouvelle-Calédonie | Franck Sinem      |
| 29 | HV | Nouvelle-Calédonie | Johanes Bernol    |
| 30 | TĐ | Nouvelle-Calédonie | Yvanoe Bamy       |
| 33 | TV | Nouvelle-Calédonie | Iamel Kabeu       |
| 34 | HV | Nouvelle-Calédonie | Yohann Mercier    |